# Svetneči Gašper
Svetneči Gašper je slovenska TV drama iz leta 1982 in priredba monodrame, ki jo je Mitja Šipek ustvaril po noveli Pot na klop Prežihovega Voranca.
Samotni Gašper je vse življenje tesaril, pil in preklinjal. Umre pri kmetu Vožniku, ki gre tudi na pare.

## Produkcija
Mitja Šipek igra Gašperja in kmeta Vožnika, kar je bila Drozgova ideja. Šipku se je to zdelo tvegano, vendar je pomisli, da sta oba eno, garaški in smrtni koroški človek, čeprav je en hlapec, drug pa gospodar. Niso si želeli, da bi bila igra krajša od 40 minut. Predstavli so star koroški običaj poslavljanja od mrliča s pesmijo in molitvijo, zraven pa dodali še spoved. Zapeli so Šentanelski pavri. Za kraj snemanja so izbrali kmetijo na Strojni, pri Janežu. Zagodel jim je novozapadli sneg. Za Vužnika je krsto na grobo izdelal Sekalov dedi, kolar. Snemali so tri dni in noč zraven. Ker so snemali v snegu, ki je pospešeno kopnel, so ga dovažali in se s kamero izogibali streh. Veliko je bilo prostovoljnega dela.

## Zasedba
- Mitja Šipek: Gašper in Vožnik
- Milka Cesar: Vužnica
- Bine Bevc
- Rado Pšeničnik

## Ekipa
- urednik: Ivo Svetina
- kostumografija: Marija Kobi

## Kritike
Vesna Marinčič (Delo) je napisala, da se je zaradi slabih izkušenj bala, da se bo film zaradi Drozgove vzhičenosti nad scenografijo narave izumetničil, čeprav ji je okolje koroške kmetije delovalo pristno. Videla je, da Drozg spoštuje Gašperjevo avtentičnost, vendar mu nikoli ne pride prav blizu, kar se je po njenem najlepše pokazalo pri obhajanju kmeta Vožnika, saj ni vgradil petja v TV dramo, ampak se je toliko časa vračal k param, da je bilo običaj razumeti zgolj kot ohranitveni zapis, ne pa kot mora kmeta Vožnika. Za primer, kako se to naredi, je navedla italijanski film Trije bratje (1980) režiserja Francesca Rosija. Po Mitji Šipku in obeh igralcih, ki sta sodelovala pri igri, je bila prvič na strani tistih, ki se zavzemajo za amatersko kulturo.